# باطنية غربية
الباطنية الغربية (بالإنجليزية: Esotericism)‏ أو التقليد الباطني الغربي (أيضًا التقاليد الغربية المحكمة والصوفية الغربية والتقليد الغربي الداخلي والتقاليد الغامضة الغربية) هي مصطلح صنف العلماء ضمنه مجموعة واسعة من الأفكار والحركات المرتبطة بشكل فضفاض مع بعضها والتي تطورت ضمن المجتمع الغربي.

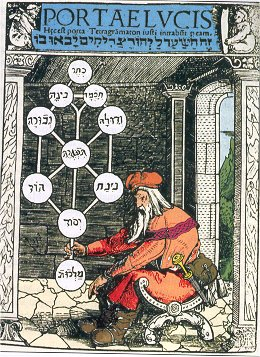
شجرة الحياة كما هي موضحة في القبالة، محتوية على سيفيروث.

تطورت فكرة جمع طيف واسع من التقاليد والفلسفات الغربية مع بعضها، ضمن مجموعة تُعرف الآن بالباطنية، في أوروبا خلال نهايات القرن السابع عشر. تناقش عدة أكاديميين حول كيفية تعريف الباطنية الغربية مع عدة اقتراحات مختلفة. تبنى إحدى النماذج العلمية تعريفه للباطنية من عدة مدارس فكرية للتعاليم الباطنية ذاتها، إذ عامل الباطنية بصفتها تقليدًا خالدًا مخفي وداخلي. ترى وجهة نظر ثانية الباطنية بصفتها فئةً تشمل حركات تعتنق رؤية سحرية عالمية في مواجهة رؤية التحرر من السحر المتزايدة. وهناك رؤية ثالثة ترى الباطنية الغربية بصفتها فئةً تشمل كل المعرفة المرفوضة للثقافة الغربية التي لا تقبلها المؤسسة العلمية أو السلطات الدينية الأرثوذكسية.
ظهر التقليد المبكر الذي صنفته التحليلات اللاحقة بصفته شكلًا من الباطنية الغربية في شرق المتوسط خلال فترة العصور القديمة المتأخرة حيث تطورت الهرمسية والغنوصية والأفلاطونية المحدثة بصفتها مدارس فكرية متميزة عمّا أصبح لاحقًا التيار المسيحي. شهد عصر النهضة الأوروبي اهتمامًا متزايدًا بتلك الأفكار القديمة إذ جمع مثقفون عدة الفلسفات الوثنية مع القبالا والفلسفة المسيحية ما أنتج ظهور حركات باطنية مثل المسيحية الثيوصوفية. شهد القرن السابع عشر تطور المجتمعات الأولية التي اعتنق ساكنوها المعرفة الباطنية مثل الصليب الوردي والماسونية، بينما أدى عصر التنوير في القرن الثامن عشر إلى تطوير أشكال جديدة من الفكر الباطني. شهد القرن التاسع عشر ظهور اتجاهات جديدة في الفكر الباطني التي أصبحت معروفة بالتنجيم. من بين الجماعات البارزة في هذا القرن الجمعية الثيوصوفية وجماعة الفجر الذهبي الهرمسية. تطورت الوثنية الجديدة ضمن التنجيم وتضمنت حركات دينية مثل الويكا. انتشرت الأفكار الباطنية في ثقافة الستينيات المضادة ولاحقًا في النزعات الثقافية التي ظهر عنها ظاهرة العصر الجديد في سبعينيات القرن الماضي.
رغم أن الفكرة التي يمكن تصنيف تلك الحركات المتنوعة تحت باب التعاليم الباطنية الغربية تطورت في نهايات القرن الثامن عشر، تم تجاهل تلك التيارات الباطنية بصورة كبيرة كموضوع للتحقيق الأكاديمي. لم تظهر الدراسة الأكاديمية للباطنية الغربية إلا في أواخر القرن العشرين والتي طورها للمرة الأولى علماء مثل فرانسيس ييتس وأنطوان فايفر. ساهمت الأفكار الباطنية، من ناحية أخرى، في التأثير على الثقافة الشعبية التي ظهرت في الفن والأدب والسينما والموسيقى.

## التسمية
نشأ مفهوم الباطنية في القرن الثاني بعد الميلاد من خلال صياغة الصفة esôterikós من اللغة اليونانية القديمة (والتي تعني الانتماء إلى دائرة داخلية)، ظهر أول استخدام معروف للكلمة في هجاء كتبه لوسيان الساموساتي (125- بعد 180).
ظهر الاسم «الباطنية» أول مرة بشكله في الفرنسية ésotérisme عام 1828 في عمل لجاك ماتيه بعنوان «النقد التاريخي للغنوصية» المؤلف من ثلاث مجلدات. بُدء باستخدام مصطلح الباطنية مع بدايات عصر التنوير ونقده للدين المؤسسي، وخلال تلك الفترة بدأت المجموعات الدينية البديلة بفصل نفسها عن المسيحية المسيطرة في أوروبا الغربية. خلال القرنين التاسع عشر والعشرين، أصبح مصطلح الباطنية معروفًا بصفته شيئًا متميزًا عن المسيحية والذي شكل ثقافةً فرعية لها خلافاتها مع التيار المسيحي منذ وقت عصر النهضة على الأقل. عمم المنجم الفرنسي وساحر المناسبات إلفاس ليفي (1810-1875) المصطلح في خمسينيات القرن التاسع عشر، وقدمه الثيوصوفي ألفريد بيرسي سينيت (1840-1921) للغة الإنجليزية في كتابه «البوذية الباطنية» المنشور عام 1883. قدم ليفي أيضًا مصطلح l'occultisme (التنجيم) وهي فكرة طورها ضد خلفية النقاشات الاشتراكية والمسيحية المعاصرة. وُظفت مصطلحات الباطنية والتنجيم غالبًا بصفتها مرادفات حتى ميز العلماء لاحقًا تلك المفاهيم.

## التطور المفاهيمي
يُعد مفهوم الباطنية الغربية منشأ علميًا حديثًا بدلًا من كونه تقليدًا فكريًا موجودًا سابقًا أو محددًا ذاتيًا. في أواخر القرن السابع عشر، قدم عدة مفكرين أوروبيين مسيحيين محاججة تقول إن تقاليدًا معينة في الفلسفة والفكر الغربي يمكن تصنيفها مع بعضها ما يُنشئ فئة يُطلق عليها حاليًا الباطنية الغربية. أول من فعل كان إريغوت دانييل كولبرغ (1659-1698) وهو ألماني لوثري كتب كتاب بعنوان «المسيحية الهرمسية الأفلاطونية». صنف النقد العنيف في كتابه التيارات المختلفة للفكر الغربي التي ظهرت منذ عصر النهضة -ومن بينها البراكلسوسية والويجلية والثيوصوفية المسيحية- ضمن فئة المسيحية الهرمسية الأفلاطونية، محاججًا أن تلك التيارات تُعتبر هرطقة لما نراه كمسيحية حقيقية. بعيدًا عن تصرفه العنيف ضد تلك التقاليد الفكرية، كان كولبرغ أول من وصل تلك الفلسفات المنفصلة ودرسها تحت عنوان واحد، وميز أيضًا أن تلك الأفكار تعود إلى الفلسفات المبكرة من العصور القديمة المتأخرة.
في أوروبا خلال القرن الثامن عشر، ضمن عصر التنوير، أصبحت هذه التقاليد الباطنية مصنفة بصورة اعتيادية ضمن فئات الخرافة والسحر والتنجيم، وهي مصطلحات استُخدمت بصورة تبادلية. رفضت الأكاديمية الحديثة، والتي كانت بمرحلة التطور، بثبات وتجاهلت موضوعات تندرج تحت مصطلح التنجيم وعليه تُرك البحث فيها للمتحمسين من خارج الوسط الأكاديمي. في الواقع، وفقًا لمؤرخ الباطنية فاوتر جي. هانيخراف (المولود عام 1961)، كان رفض موضوعات التنجيم يُرى بصفته محددًا أساسيًا للهوية لأي مثقف يسعى لضم نفسه إلى الوسط الأكاديمي.
أنشأ العلماء تلك الفئة في أواخر القرن الثامن عشر بعد تعريف التشابهات البنيوية بين الأفكار ورؤى العالم لطيف واسع من المفكرين والحركات، والتي لم تُوضع قبل ذلك ضمن ذات المجموعة التحليلية. وفقًا لعالم الباطنية فاوتر جي. هانيخراف، يوفر المصطلح تصنيفًا شاملًا ومفيدًا لمجموعة كبيرة ومعقدة من الظواهر التاريخية التي اعتُبرت لوقت طويل تتشارك تشابهًا عائليًا.
أكد العديد من الأكاديميين على فكرة أن الباطنية هي فكرة مميزة للعالم الغربي؛ كما صرّح فايفر، تؤكد وجهة النظر الإمبريقية أن الباطنية هي فكرة غربية. وكما أشار علماء مثل فايفر وهانيخراف لا يوجد فئة باطنية شرقية أو مشرقية يمكن المقارنة معها. كان التأكيد على الباطنية الغربية، مع ذلك، مبتدَعًا في البداية لتمييز حقل الدراسة عن الباطنية العالمية. يميز هانيخراف تلك الفئات بصفتها رؤى مميزة للعالم ومقاربات للمعرفة لعبت دورًا هامًا رغم كونه مثيرًا للجدل في تاريخ الثقافة الغربية. أكد مؤرخ الأديان هنريك بوغدان أن الباطنية الغربية تشكل دعامة ثالثة للثقافة الغربية بالإضافة للإيمان العقائدي والعقلانية، رغم اعتبارها هرطقةً من قبل السابقين وغير عقلانية من قبل اللاحقين. يميز العلماء، مع ذلك، أن التقاليد الباطنية غير الغربية بذلت تأثيرًا عميقًا على الباطنية الغربية، مستشهدين بالمثال البارز لدمج الجمعية الثيوصوفية لمفاهيم الهندوسية والبوذية مثل تناسخ الأرواح في عقيدتها. بالنظر إلى التأثيرات والطبيعة غير الدقيقة لمصطلح «الغربي»، حاجج عالم الباطنية كينيت غرانهولم أن على الأكاديميين التوقف عن الإشارة إلى الباطنية الغربية بالإجمال، بدلًا من التفصيل البسيط للباطنية كوصف لتلك الظاهرة. أيد إيغل أسبيرم ذلك الموقف.